# Cyclopina pontica
Cyclopina pontica is een eenoogkreeftjessoort uit de familie van de Cyclopinidae. De wetenschappelijke naam van de soort is voor het eerst geldig gepubliceerd in 1977 door Monchenko.